# Estanislao Basora
Estanislao Basora Brunet (* 18. November 1926 in Colònia Valls, Provinz Barcelona; † 16. März 2012 in Las Palmas de Gran Canaria) war ein spanischer Fußballspieler, der einen Großteil seiner Karriere beim FC Barcelona verbrachte.

## Karriere
Basora war in der Saison 1951/52 Bestandteil des legendären Fünf-Pokale-Barça, das fünf Titel in einer Saison gewann. Insgesamt gewann er mit Barça vier Meisterschaften, vier Mal den nationalen Pokal und 1958 den ersten ausgetragenen Messepokal, einen Vorläufer der heutigen Europa League.
Insgesamt erzielte der Außenstürmer dabei für Barcelona 153 Tore in 373 Spielen (inklusive Freundschaftsspielen).
Für Spanien absolvierte er zwischen 1949 und 1957 22 Spiele, in denen er 13 Tore erzielte. In seinem ersten Spiel am 12. Juni 1949 beim 4:1 gegen Irland konnte er auch gleich seinen ersten Treffer erzielen. Bereits eine Woche später erzielte er beim 5:1 über Frankreich einen Hattrick innerhalb von nur 15 Minuten, woraufhin er von der französischen Presse den Spitznamen Das Monster von Colombes erhielt. 1950 nahm Basora mit Spanien an der WM 1950 teil, wo er zusammen mit Zarra ein kongeniales Sturmduo bildete. Im ersten Gruppenspiel gegen die USA lag man eine Viertelstunde vor Schluss noch mit 0:1 zurück, ehe Basora innerhalb von drei Minuten mit zwei Treffern das Spiel drehte; Zarra erhöhte wenig später auf 3:1. Auch im zweiten Spiel beim 2:0 gegen Chile konnte er einen Treffer beisteuern, den anderen erzielte wieder Zarra. Beim dritten Spiel gegen England konnte Zarra den einzigen Treffer des Spiels nach einer Vorlage von Basora erzielen. In der Finalrunde traf Spanien auf Uruguay, Brasilien und Schweden. Im ersten Spiel gegen Uruguay lag man wieder schnell mit 0:1 zurück, ehe wiederum Basora innerhalb von nur 7 Minuten mit 2 Treffern das Spiel drehte, jedoch konnte Uruguay am Ende noch den 2:2-Ausgleich erzielen. Da Spanien die anderen beiden Gruppenspiele verlor, wurde man insgesamt Vierter und Basora mit 5 Treffern zweitbester Torschütze des Turniers.
Im Zeitraum von 1948 bis 1958 bestritt er ferner 6 Spiele für die katalanische Fußballauswahl, in denen er vier Mal traf.

## Erfolge
- Spanischer Meister: 1948, 1949, 1952, 1953
- Latin Cup: 1949, 1952
- Spanischer Pokal: 1951, 1952, 1953, 1957
- Copa Eva Duarte: 1948, 1952, 1953
- Messepokal: 1955–1958
- Copa Martini Rossi: 1952, 1953
- Teilnahme an einer WM: 1950 (6 Einsätze/4 Tore)